# The Magnus Archives
The Magnus Archives es un podcast de horror y drama escrito por Jonathan Sims, dirigido por Alexander J. Newall y distribuido por Rusty Quill. Sims narra el podcast como el personaje principal, Jonathan Sims, quien es el archivista jefe recién nombrado del ficticio Instituto Magnus, una institución con sede en Londres centrada en la investigación de lo paranormal.
Está considerado como uno de los podcast de horror más populares del mundo. El 2 de abril de 2020 se estrenó su quinta temporada, la cual será la última de la serie; el podcast cuenta con 200 episodios, siendo el último transmitido el 25 de marzo de 2021.

## Premisa
Cada episodio del podcast está estructurado como una serie de declaraciones grabadas o escritas y luego grabadas para uso de investigación interna dentro del Instituto Magnus. Al comienzo de cada declaración, el autor de la declaración (principalmente Jon, el archivista jefe) proporciona una breve descripción de la declaración y el nombre del autor de la declaración. Aquellos que dan o registran declaraciones en el Instituto Magnus tienden a caer en un estado de trance similar a revivir el evento.

## Reparto y personajes

### Personajes principales
- Jonathan "Jon" Sims (Jonathan Sims): Es el archivista jefe del Instituto Magnus, título con el que se anuncia al principio de cada declaración que registra, aunque después de los eventos de «Eye Contact», Jon se refiere a sí mismo sólo como "El Archivista". Se le describe como "prematuramente encanecido" y "luciendo más viejo de lo que es". Tiene muchas cicatrices provocadas por los peligros de su trabajo. Comienza siendo excesivamente escéptico hacia lo paranormal, pero su carácter va evolucionando con el transcurso de la serie. A partir de «Dwelling» se confirma que está en una relación romántica con Martin Blackwood. Es asexual.[7]
- Martin Blackwood (Alexander J. Newall): asistente de archivo en el Instituto Magnus que obtuvo su trabajo mintiendo acerca de tener un título en parapsicología. En «Colony» se le describe como "no exactamente el tipo más pequeño del mundo" y en «The Masquerade» se revela que es casi idéntico a su padre. Habla en voz baja y generalmente se aleja de las reuniones sociales. Se confirma en «Dwelling» que está en una relación romántica con Jonathan Sims.
- Sasha James (Lottie Broomhall): asistente de archivo en el Instituto Magnus, donde su labor ha sido principalmente localizar registros que podrían establecer pruebas que confirmasen las declaraciones. Se la describe como alta, con el pelo largo y gafas. En «Human Remains» es reemplazada por una entidad conocida como Not-Sasha, que adopta su identidad con un cuerpo diferente.
- Timothy "Tim" Stoker (Mike LeBeau): asistente de archivos en el Instituto Magnus. Adquirió el trabajo cuando Jon fue ascendido a archivista jefe, después de haber trabajado con él anteriormente en el departamento de investigación. Continuamente se lo describe como excepcionalmente atractivo. Ha estado en relaciones con hombres y mujeres, como se revela en «Across the Street» cuando corteja a dos secretarios de archivo. Al principio, es amable y engreído, pero llega a resentir su posición dentro del Instituto, volviéndose más cínico y enojado cuando interactúa con sus compañeros de trabajo, principalmente Jon.
- Elias Bouchard (Ben Meredith): es el director del Instituto Magnus. La única descripción visual notable dada ha sido su propia afirmación de tener "sólo dos ojos". Inicialmente, rechaza las preocupaciones que rodean la actividad paranormal activa dentro del Instituto, pero rápidamente revela cierto grado de información retenida intencionalmente cuando se le confronta.
- Not-Sasha (Evelyn Hewitt): una entidad paranormal (también referida como Not-Them) que robó la identidad de Sasha James. Es capaz de distorsionar los recuerdos de la gran mayoría de la gente así como fotografías y audio digital para que su apariencia no sea cuestionada; sin embargo, unas pocas personas se pueden dar cuenta de que este ente no es la persona real; además los medios de registros análogos (polaroids y grabaciones en cassettes) no pueden ser alterados por la entidad.
- Gertrude Robinson (Sue Sims): la anterior archivista jefe del Instituto Magnus. Fue reemplazada por Jonathan Sims después de su desaparición en marzo de 2015. Se la describe como "en sus cincuenta o sesenta años con lentes para leer y cabello gris recogido en un moño apretado". Ella aparece en algunos episodios en grabaciones pasadas de declaraciones mientras Jon y los otros asistentes trabajan para comprender su papel en el Instituto. Su comportamiento es brusco y se toma muy en serio su trabajo.
- Basira Hussain (Frank Voss): una oficial seccionada para trabajar en casos 'extraños' a través de la Sección 31. Se ve involucrada en una investigación sobre una muerte en el Instituto Magnus en el episodio «Sección 31», y rápidamente se enreda en sucesos misteriosos del Instituto.
- Alice "Daisy" Tonner (Fay Roberts): una detective también seccionada para trabajar en casos 'extraños' a través de la Sección 31.
- Melanie King (Lydia Nicholas): la ex presentadora de la serie de YouTube Ghost Hunt UK. Después de algunos extraños incidentes sobrenaturales, llega a ser empleada por el Instituto Magnus.
- Georgie Barker (Sasha Sienna): la intrépida conductora del podcast  What The Ghost? . Vive con su gato, The Admiral, y conoció a Jonathan Sims en la universidad.
- Peter Lukas(Alasdair Stuart): Capitán del barco carguero Tundra y miembro de la Familia Lukas, actuando como antagonista y Jefe temporal del Instituto en la Temporada 4.

### Mitología
Las Entidades son varios aspectos de una fuerza amorfa de miedo que existe junto a la realidad desde el inicio de la misma. Se ha señalado que todos los fenómenos sobrenaturales en el mundo son simplemente extensiones de ellos. Estos fenómenos pueden tomar diversas formas, como personas, animales, monstruos, libros, objetos o lugares, todo con el objetivo de evocar miedo, terror y paranoia en todos aquellos con los que se tropiezan. Las Entidades no se alimentan de nuestro miedo, sino que ocurre lo contrario: los miedos de cualquier organismo consciente proceden de las Entidades. Tales entes contienen mucho poder y son capaces de encarnarse en el mundo físico a través de avatares. Otros objetos del plano físico pueden vincularse a las Entidades, como por ejemplo ciertos libros. Por último, existen grupos de interés que, por intereses propios y mediante rituales, intentan hacer crecer la fuerza de los miedos entre los humanos.
Durante la historia, un investigador trabajó en la clasificación de las entidades, reduciendo la lista a 14 categorías: The Burried (el enterrado), The Corruption (la corrupción), The Dark (la oscuridad), The Desolation (la desolación), The End (el fin), The Eye (el ojo), The Flesh (la carne), The Hunt (la caza), The Lonely (el solitario), The Slaughter (la matanza), The Spiral (la espiral), The Stranger (el extraño), The Vast (la inmensa)  y The Web (la telaraña). Dentro de la narrativa, se ha hipotetizado que una nueva y potencial poderosa entidad está surgiendo en el mundo moderno:  The Extinction (la Extinción).

## Temporadas
El podcast se presenta inicialmente como una antología de terror, pero poco a poco revela una metatrama más compleja en el transcurso de 5 temporadas.
La temporada 1 de The Magnus Archives se desarrolló del 24 de marzo de 2016 al 13 de octubre de 2016.
La temporada 2 se desarrolló desde el 1 de diciembre de 2016 hasta el 31 de agosto de 2017; entre lo episodios más destacables se encuentra el episodio 43 («Section 31») y el episodio 47 («A New Door»)
La temporada 3 de The Magnus Archives se desarrolló del 23 de noviembre de 2017 al 27 de septiembre de 2018.
La temporada 4 de The Magnus Archives se desarrolló desde el 10 de enero de 2019 hasta el 31 de octubre de 2019. La cuarta temporada contó con uno de los episodios que generó una gran cobertura de prensa: «The Eye Opens» tuco cobertura en The Podcast Dragon, SYFY Wire, y Sueddeutsche Zeitung
La temporada 5 debutó el 1 de abril de 2020, y se rumoreaba que la emoción en torno al primer episodio era tan grande que una afluencia repentina de tráfico en su lanzamiento estrelló a Patreon. La temporada 5 se dividirá en tres actos y será la última de la serie, cerrando con su episodio 200 llamado «Last Words».
En 2022 se anunció un Kickstarter para recaudar fondos de cara a un nuevo proyecto dirigido por los creadores originales con la intención de lanzar The Magnus Archives 2. Este nuevo proyecto es titulado The Magnus Protocol y servirá como continuación de los hechos de The Magnus Archives.

## Recepción de la crítica
The Magnus Archives ha sido elogiado por los críticos. El desarrollo de la larga metatrama y la actuación de voz de Jonathan Sims en su papel del archivista Jonathan Sims han recibido. The Magnus Archives ha aparecido en numerosas listas de Top Podcast de Horror  y Top Fiction de publicaciones como The AV Club, GamesRadar, Cosmopolitan, y The Verge.
En 2018, BBC Sounds indicó que The Magnus Archives es uno de los pódcast británicos del género drama más grandes dentro del país, con una amplia base de fans en Tumblr que ha impulsado gran parte de su éxito. En abril de 2020, The Magnus Archives alcanzó una tasa de descarga de más de 2,5 millones de descargas al mes. La audiencia de los programas había aumentado a más de 4 millones de descargas al mes para el 23 de julio de 2020.

## Premios
- Premios Discover Pod 2019 - Podcast de ficción o drama de audio[19]
- Premios AudioVerse 2019 - Escritura de una producción de reproducción de audio - Jonathan Sims[20]
- Premios AudioVerse 2019 - Dirección vocal en una producción - Alexander J. Newall
- Premios AudioVerse 2019 - Desempeño de un papel principal en una producción de reproducción de audio - Jonathan Sims como Jonathan Sims
- Premios AudioVerse 2019 - Interpretación de un papel secundario en una producción de reproducción de audio - Alexander J Newall como Martin Blackwood
- Premios AudioVerse 2019 - Producción de reproducción de audio
- 2019 This Is Horror Awards - Finalista - Podcast de ficción del año.[21]